# Дорогуськ
Дорогу́ськ (або Дороговськ, пол. Dorohusk) — село в Польщі, у гміні Дорогуськ Холмського повіту Люблінського воєводства. Населення — 493 особи (2011). Прикордонна залізнична станція.
Село лежить поблизу річки Бугу і українсько-польського кордону. В околицях села розташований автомобільний і залізничний переходи Ягодин-Дорогуськ.

## Історія

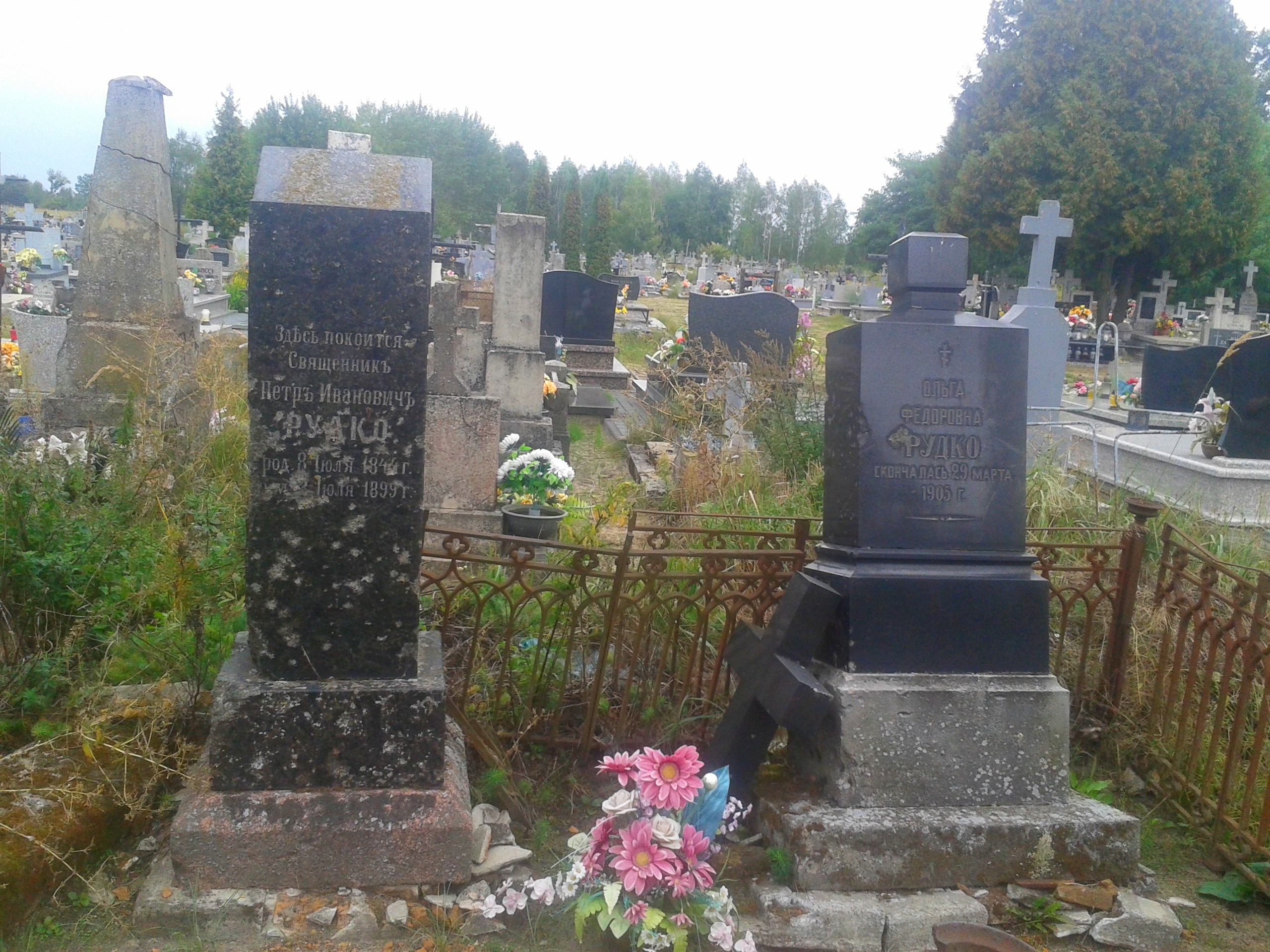
Православний цвинтар

Дороговськ (Дорогуськ) був поселенням у Холмській землі Галицько-Волинського князівства. Вперше згадкується в Іпатіївському літописі під 1250 роком, коли у ньому перебували руські князі Данило та Василько Романовичі.
1531 року вперше згадується православна церква в селі.
У 1943 році в селі проживало 845 українців і 296 поляків; у дорогуській колонії — 496 поляків і 100 українців.
У 1975–1998 роках село належало до Холмського воєводства.

## Населення
Демографічна структура станом на 31 березня 2011 року:
|          | Загалом | Допрацездатний вік | Працездатний вік | Постпрацездатний вік |
| -------- | ------- | ------------------ | ---------------- | -------------------- |
| Чоловіки | 242     | 42                 | 181              | 19                   |
| Жінки    | 251     | 44                 | 142              | 65                   |
| Разом    | 493     | 86                 | 323              | 84                   |

## Архітектурні пам'ятки

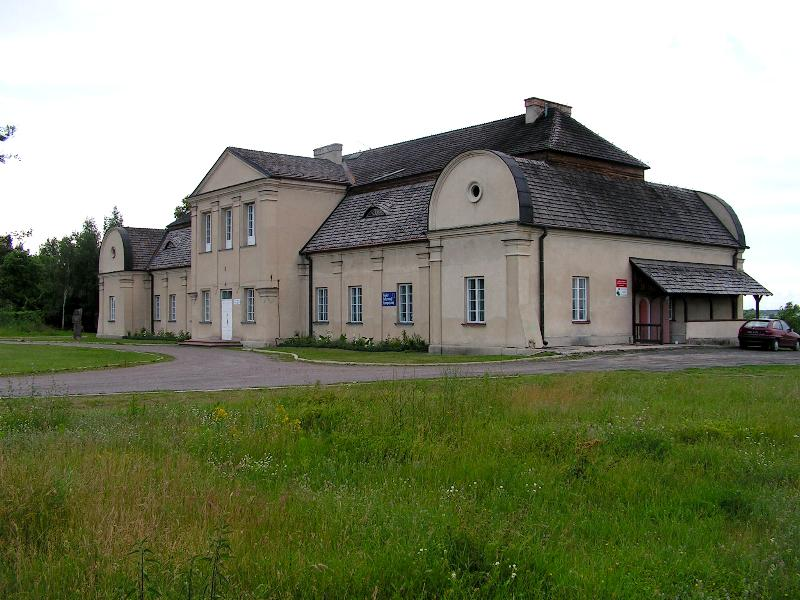
Палац Суходольских

- Парафіяльний костел збудований в 1821 році
- Палац Суходольських в бароковому стилі XVIII століття.